# Lithospermum canescens
Lithospermum canescens là loài thực vật có hoa trong họ Mồ hôi. Loài này được (Michx.) Lehm. mô tả khoa học đầu tiên năm 1818.